# شی ژنگلی
شی ژنگلی (به چینی: 石正丽) یک ویروس‌شناس و نویسنده چینی است. خانم ژنگلی از محققان موسسه ویروس‌شناسی ووهان است که زیرمجموعه آکادمی علوم چین می‌باشد. او به همراه همکارش کوی جیه کشف کرد منشأ ویروس SARS خفاش است.

### احتمال نقش شی ژنگلی و موسسه ویروس‌شناسی ووهان در شروع همه‌گیری کووید-19
انجام پژوهش‌هایی با ریسک بالا توسط شی ژنگلی و تیم تحقیقاتی او بر روی ویروس‌های کرونایی که شباهت ژنتیکی بالایی با ویروس عامل بیماری کووید-19 داشتند و همچنین شروع همه‌گیری در شهر ووهان یعنی محل انجام این پژوهش‌ها، منجر به گمانه‌زنی‌های مختلفی از سوی منابع اطلاعاتی و علمی مبنی بر اینکه بیمار صفر کووید-19 احتمالا یکی از پرسنل موسسه ویروس‌شناسی ووهان بوده، گشته است . 